# Diecéze pasovská
Diecéze pasovská (německy Bistum Passau, latinsky Dioecesis Passaviensis) je diecéze římskokatolické církve v Pasově v Bavorsku. Spadá do jurisdikce církevní provincie Mnichov-Freising v jihovýchodní části Německa. Současným biskupem je Stefan Oster SDB.

## Historie a současnost

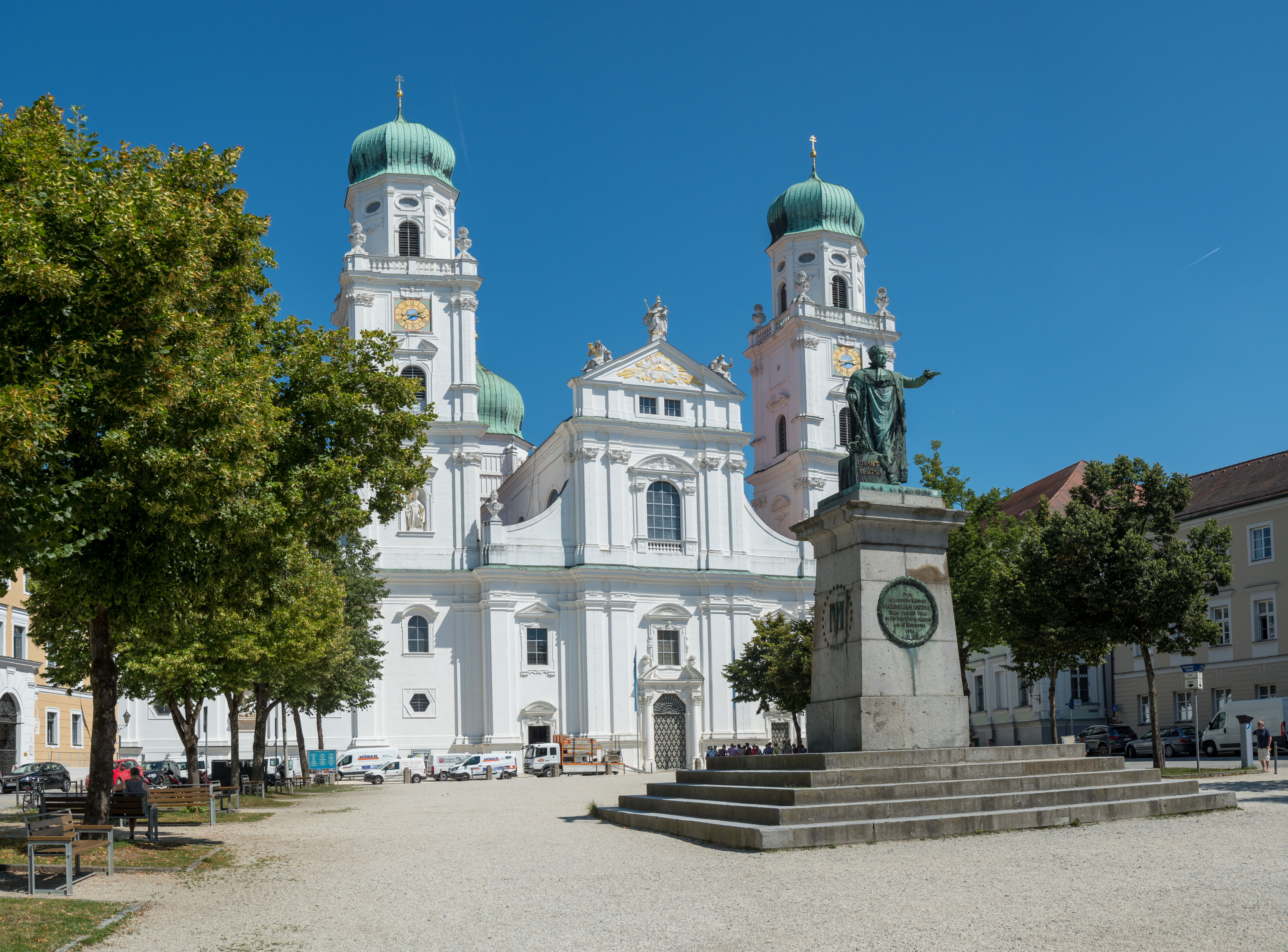
Pasovská katedrála sv. Štěpána

Byl založena roku 737 respektive 739 sv. Bonifácem a prvním biskupem se stal Vivilo.
Pozdější Pasovské knížecí biskupství bylo s 42 000 km² největším ve Svaté říši římské a jeho území dočasně sahalo přes Vídeň na západ Uherska. Zasahovalo okrajově i na dnešní české území (obce patřící historicky do Rakous – Valticko, Vitorazsko).
18. ledna 1469 byla z části jejího území vytvořena diecéze vídeňská a 28. ledna 1785 diecéze Leoben, diecéze linecká a diecéze St. Pölten. Ke konci své existence do 22. února 1803 v rámci sekularizace duchovních knížectví usnesení mimořádné říšské deputace však zaujímalo jen 991 km² kolem města Pasova, a to hlavně v regionu Bavorského lesa. 
K roku 2004 měla diecéze 515 852 věřících, 291 diecézních kněží, 111 řeholních kněží, 17 jáhnů, 138 řeholníků, 684 řeholnic a 286 farností.
Hlavním chrámem diecéze je katedrála svatého Štěpána v Pasově.